# Залускув
Залускув (пол. Załusków) — село в Польщі, у гміні Ілув Сохачевського повіту Мазовецького воєводства.
Населення — 213 осіб (2011).
У 1975-1998 роках село належало до Плоцького воєводства.

## Демографія
Демографічна структура станом на 31 березня 2011 року:
|          | Загалом | Допрацездатний вік | Працездатний вік | Постпрацездатний вік |
| -------- | ------- | ------------------ | ---------------- | -------------------- |
| Чоловіки | 93      | 14                 | 69               | 10                   |
| Жінки    | 120     | 45                 | 58               | 17                   |
| Разом    | 213     | 59                 | 127              | 27                   |